# Rödelberg

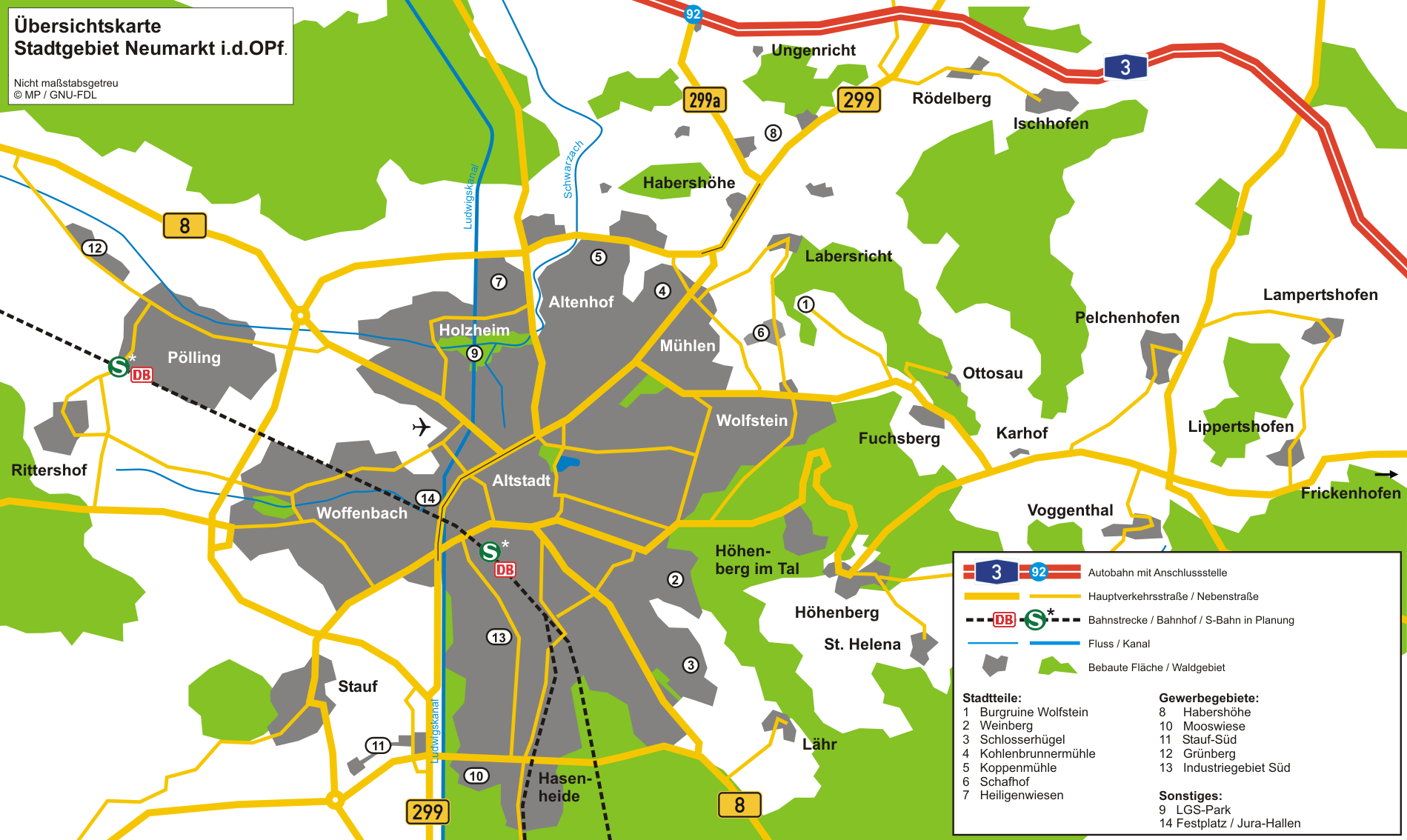
Stadtgebiet Neumarkt

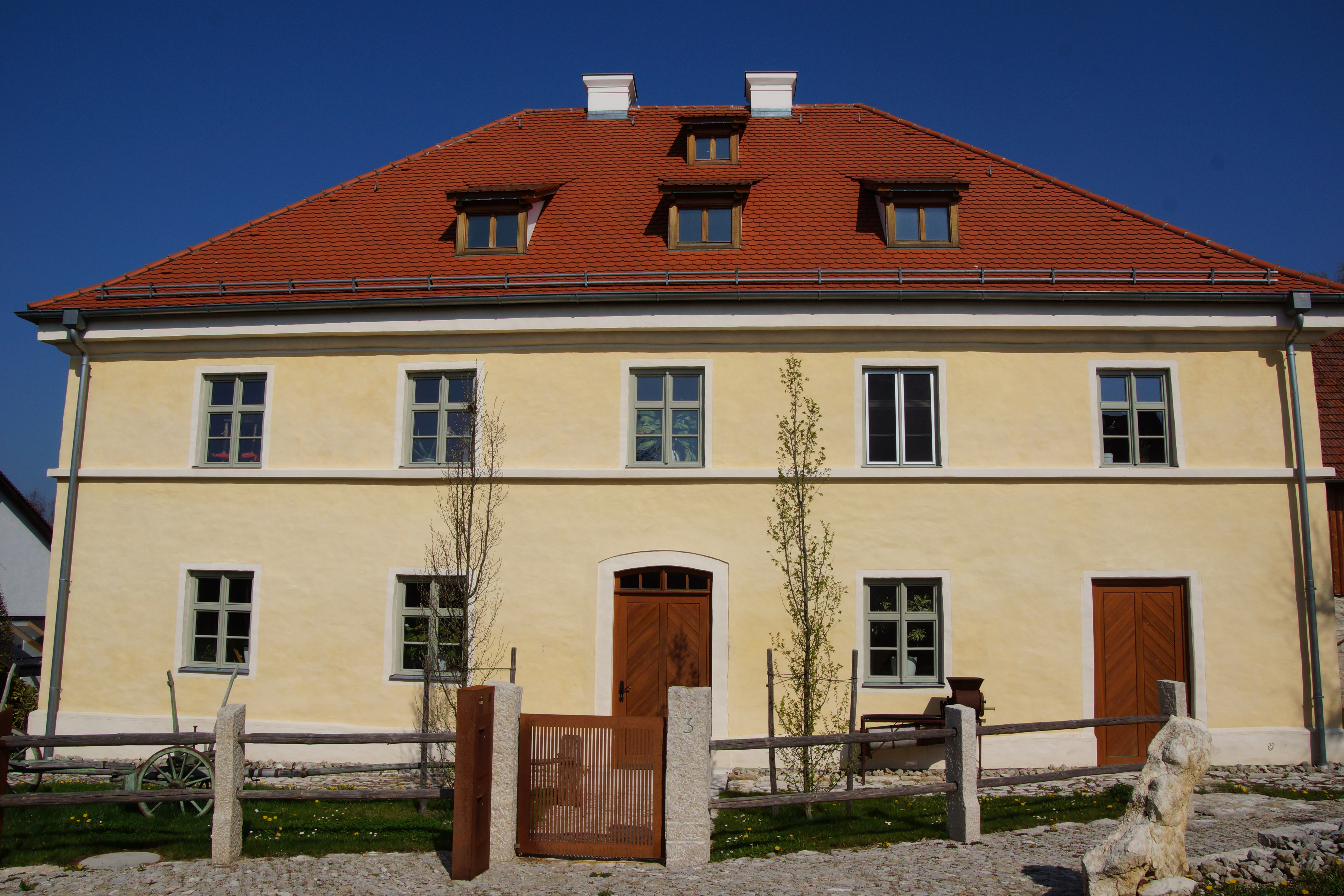
Ehemaliges Gasthaus in Rödelberg

Rödelberg ist ein Gemeindeteil der Großen Kreisstadt Neumarkt in der Oberpfalz. Bis zur Gebietsreform in Bayern, die am 1. Juli 1972 in Kraft trat, gehörte der Ort zur ehemaligen Gemeinde Mühlen. Das Dorf Rödelberg liegt in einem Seitental am östlichen Rand des Pilsachtals ganz im Norden des Stadtgebietes, südlich der Bundesautobahn 3, westlich von Ischhofen und östlich von Iberlsmühle auf etwa 452 bis 480 m ü. NHN.

## Baudenkmäler
In der Liste der Baudenkmäler in Neumarkt in der Oberpfalz ist für Rödelberg das ehemalige Gasthaus (Am Rödelberg 3) als einziges Baudenkmal aufgeführt.